# Мартен, Пьер
Пьер-Эмиль Мартен (фр. Pierre-Émile Martin; 17 августа 1824 года, Бурж, — 21 мая 1915 года, Фуршамбо (фр.), департамент Ньевр) — французский металлург.

## Биография
По окончании горной школы работал на металлургическом заводе своего отца в городе Фуршамбо, в 1854—1883 годах был директором металлургического завода в Сирёй (близ города Ангулем). На Всемирной выставке в Париже Пьер Мартен был награжден золотой медалью.

## Мартеновский процесс
В 1864 году предложил новый способ получения литой стали в регенеративных пламенных печах. Использовав разработанный незадолго до этого немецким инженером К. В. Сименсом принцип регенерации тепла продуктов горения, Мартен применил его для подогрева не только воздуха, но и газа. Благодаря этому удалось получить температуру, достаточную для выплавки стали. Мартеновский способ стал широко применяться в металлургии в последней четверти XIX века. В России первая мартеновская печь была построена и пущена на заводе Красное Сормово 16 марта 1870 года. 